# Staroraki
Staroraki (Merostomata) – gromada szczękoczułkowców obejmująca 4 gatunki żyjące współcześnie i około 500 gatunków kopalnych. Zalicza się do nich stawonogi z 6–7 parami odnóży na głowotułowiu, blaszkowatymi odnóżami na odwłoku, na których znajdują się wyrostki skrzelowe, a wreszcie szpiczasto zakończonym telsonem. Głowotułów pokryty grubym jednolitym oskórkiem i zazwyczaj zrośnięty na dużym obszarze z odwłokiem.

## Systematyka
Wyróżnia się 2 rzędy staroraków:
- † wielkoraki (Eurypterida) – dorastające do 3 metrów długości z wyglądu przypominające dzisiejsze skorpiony
- ostrogony (Xiphosura) – zamieszkujące wody u północno-wschodnich wybrzeży Ameryki Północnej, Zatokę Meksykańską i północno-wschodnie wybrzeża Azji; ich środowiskiem życia są płytkie wody przybrzeżne.